# RC Deportivo de La Coruña
RC Deportivo de La Coruña, ofta kallad Deportivo La Coruña är en fotbollsklubb i A Coruña (spanska: La Coruña) i Galicien i Spanien, grundad 1906 under namnet Club Deportivo de la Sala Calvet.
Deportivo La Coruña har blivit spanska mästare en gång, 1999/00. Vidare har klubben vunnit Copa del Rey 1994/95 och 2001/02 samt Supercopa de España 1995, 2000 och 2002. Man vann även Intertotocupen 2008.
I Uefa Champions League 2003/04 gick Deportivo La Coruña till semifinal, trots att klubben hade förlorat med 3–8 borta mot AS Monaco i gruppspelet. I kvartsfinalen vände klubben en bortaförlust med 1–4 mot de italienska mästarna Milan och gick vidare efter seger hemma med 4–0. Deportivo förlorade sedan i semifinal mot Porto.
Efter många år i La Liga åkte Deportivo La Coruña ned till Segunda División efter säsongen 2010/11. Sedan pendlade klubben mellan La Liga och Segunda División under några säsonger för att därefter åka ned till Segunda División B efter säsongen 2019/20.
Hemmaarenan heter Estadio Abanca-Riazor och har en publikkapacitet på drygt 30 000 åskådare.

## Färger
RC Deportivo de La Coruña spelar i vit, och blå trikåer, bortastället är svart.
| Deportivo de La Coruña | Deportivo de La Coruña |

### Dräktsponsor
- 20??–nutid Kappa

### Trikåer
| år 1906 | år 1909 | år 1924 | år 1955 | år 1966 | år 2009/10 | år 2020/21 |

## Spelartrupp
<...>

## Kända spelare
- Gaël Kakuta
- Germán Lux
- Fernando Navarro
- Joselu
- Emre Çolak
- Przemysław Tytoń
- Celso Borges